# Palaua rhombifolia
Palaua rhombifolia är en malvaväxtart som beskrevs av Robert Graham.
Palaua rhombifolia ingår i släktet Palaua och familjen malvaväxter. Inga underarter finns listade i Catalogue of Life.